# سکس (من یک...)
«سکس (من هستم یک...)» یا «سکس (من یک...)» (انگلیسی: Sex (I'm A...)) آهنگی از گروه موج نو آمریکایی برلین از دومین آلبوم استودیویی آن‌ها، قربانی لذت (۱۹۸۲) است. این آهنگ توسط اعضای گروه، جان کرافورد، تری نان و دیوید دیاموند نوشته شد و توسط کرافورد و نان به‌صورت دوئت خوانده شده.